# Late Night with Seth Meyers
Late Night with Seth Meyers (англ. Вечір із Сетом Маєрсом) — американське вечірнє ток-шоу, яке веде Сет Маєрс на телеканалі NBC. Прем'єра шоу відбулася 24 лютого 2014 року; його виробляють Broadway Video та Universal Television. Це четверте втілення тривалої франшизи телепередач NBC під назвою Late Night. 
У шоу виступає музичний гурт 8-G Band з їхнім лідером Фредом Армісеном. Продюсером Late Night є колишній продюсер Saturday Night Live Майк Шумейкер, виконавчим продюсером — Лорн Майклс. Шоу записують у студії Studio 8G на Рокфеллер Плаза, 30 в Нью-Йорку.
Нові епізоди передачі зазвичай виходять з понеділка по четвер о 00:37 ET/PT, з повторами по п'ятницях. Шоу починається з монологу Маєрса на актуальну тему, який він веде з-за свого столу. Програма також містить комедійні виступи, скетчі, інтерв'ю з різними гостями і музичний виступ або комедійний стенд-ап. Фірмовий сегмент «A Closer Look», в якому Маєрс детально розглядає поточні події, додає шоу грань політичної спрямованості. Шоу дивляться в середньому 1,5 мільйона глядачів щодня.
13 січня 2016 року NBC продовжив контракт Маєрса в ролі ведучого 2021 року.

## Історія
Серіал є четвертим втіленням франшизи Late Night, яку почав Девід Леттерман. Маєрс став ведучим 17 лютого 2014 року, коли попередній ведучий, Джиммі Феллон, почав вести The Tonight Show (тепер має назву The Tonight Show Starring Jimmy Fallon), де замінив Джея Лено. Першими гостями Маєрса були співведуча Weekend Update Емі Полер, віце-президент Джо Байден, і музичний дует A Great Big World. Традиційний музичний гурт шоу, The 8G Band, включає учасників інді-гуртів Les Savy Fav та Girls Against Boys, як правило, його очолює Фред Армісен. У кожному епізоді на столі Маєрса стоїть кавова чашка з логотипом щоразу іншої філії NBC.
2 вересня 2014 року відбулася прем'єра шоу в оновленій студії.

## Виробництво
Late Night with Seth Meyers створюється в студії NBC Studio 8-G у будинку Рокфеллер-центру 30 в Нью-Йорку. Студія розташовується прямо над студією 6B, де знімають The Tonight Show Starring Jimmy Fallon, що створило технічну проблему для керівників, занепокоєних недостатньою звукоізоляцією (як будівля побудована на сталевому каркасі, який легко проводить звук між поверхами). У результаті, The Tonight Show записують о 5:00 вечора, а Late Night — о 6:30 вечора. Студія вміщує майже 180 глядачів. Видання Architectural Digest пише, що сцена «вражає тоном стилю ар деко, зі своєю освітленою аркою авансцени, що нагадує знаменитий вінець Крайслер-Білдінг».
Late Night Сета Маєрса має власний домашній гурт під назвою The 8G Band, на чолі з Фредом Армісеном, який грає роль старого друга шоу, а також виконує бек-вокал, грає на ритм-гітарі, басі і барабанах. До інших членів гурту належать Сет Джабур на соло-гітарі і бек-вокалі, Марні Стерн на соло- і ритм-гітараз і бек-вокалі, Сід Батлер на басу, і Елі Дженні на клавішних, програмуванні і вокалі. До 2015 року барабанщицею була Кімберлі Томпсон, яка також грала на трубі, мелодиці і співала бек-вокал від часу прем'єри Late Night with Seth Meyers 24 лютого 2014 року.

### Процес виробництва
- 8:30. Працівники працюють над першим епізодом, який зазвичай зосереджується на політиці чи інших поточних подіях. Першу чернетку пише один з письменників, Маєрс проглядає її і редагує.
- 11:00. Працівники сходяться на нараду, де планують неполітичні та довші сегменти, такі як «Extreme Dog Shaming» чи «Ya Burnt». Тут робляться зауваження і позначки до скетчів.
- 12:00. Маєрс і продюсер Майк Шумейкер зустрічаються з керівниками відділів, де обговорюються графіка, костюми і попередній розклад сегментів.
- 14:00 — 16:00. Після того, як Маєрс разом з Шумейкером та меншою групою авторів монологів вичитує приблизно від 100 до 130 жартів, він повертається у свій кабінет, щоб відшліфувати вступний монолог і дослідити інформацію про гостей шоу.
- 16:00. Відбувається репетиція з аудиторією з випадкових людей, яка дає змогу визначити, які жарти працюють.
- 16:30 Внесені письменниками зміни тестуються на респондентах.
- 17:00 Після репетиції відбувається підготовка до зйомки, включно з перевдяганням та ознайомленням з картками-підказками.
- 17:45 Маєрс перечитує біографії гостей, в пошуку тем для обговорення, про які їх нечасто запитують. «Якщо поставити запитання, де люди бачать, що ви зробили свою домашню роботу, вони відкриваються більше».
- 18:00 Маєрс обговорює останні зміни з письменниками, залежно від останніх подій дня. За словами Маєрса, зазвичай між початком написання жартів і зйомкою стається три-чотири важливі події.
- 18:15 Поки музичний гурт розігріває публіку, Маєрс вітає гостей у гардеробній, уникаючи розмови, яка могла б загасити енергію інтерв'ю у студії.
- 18:25 Перед початком зйомки Маєрс вітає глядачів у студії, розпитує про себе і ділиться фактами з історії Studio 8G.
- 18:30 Початок зйомки.

### Структуру і сегменти шоу

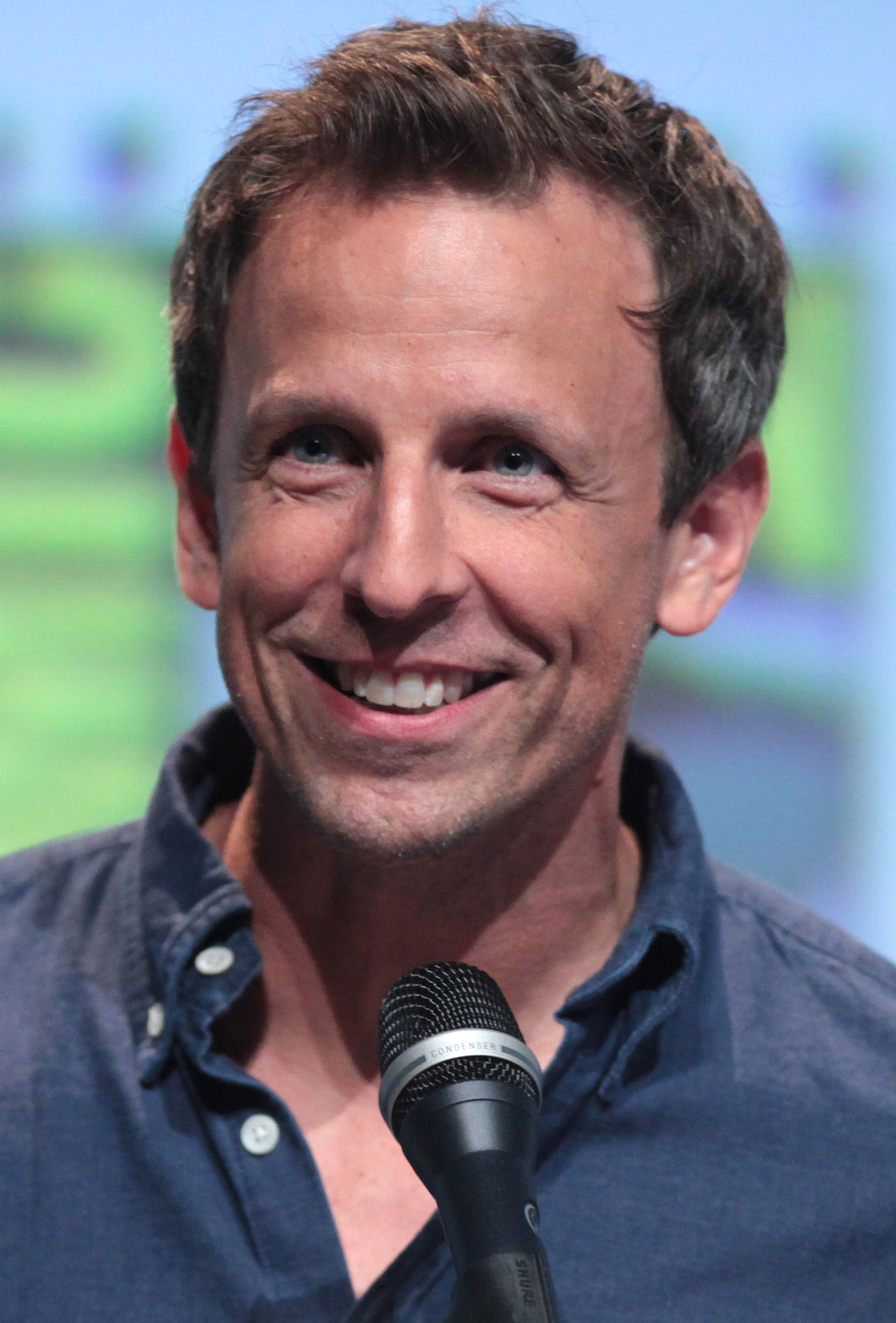
Маєрс в 2015 році

Шоу починається словами диктора Рона МакКларі «З 30 Рокфеллер Плаза в Нью-Йорку, з вами „Вечір із Сетом Маєрсом“!» і оголошенням гостей вечора, гурту The 8G Band та/або запрошених музикантів. Далі МакКларі оголошує «Пані та панове, Сет Маєрс». З-за свого столу Маєрс виконує монолог щодо недавніх новин, в який вставлені зображення на відео на екрані. У перші півтора року програми, Маєрс виконував традиційний стенд-ап монолог, до того, як сідати за стіл у стилі випуску новин. За цим сегментом слідує довгий сегмент з-за столу або діалог з лідером гурту Фредом Армісеном. Після першої реклами починається один з повторюваних сегментів, далі — перший гість програми. Серед гостей зазвичай знаменитості й актори, літератори, люди, що займаються модою, артисти, спортсмени, політики. Перший гість може повернутися після другої рекламної паузи, або ж буде наступний гість. Після третьої рекламної паузи зазвичай або музичний гість шоу, або сегмент щодо гостя шоу, або ж може бути третій гість.
У деяких випадках, Маєрс не слідує цьому зразку, видаючи монолог, за яким слідує довгий ряд інтерв'ю без інших сегментів. Так було після виходу фінальної серії Parks and Recreation, тривалого ситкому NBC, де в ролях була колишня напарниця і близька подруга Маєрса Емі Полер. Подібний випуск був з акторами з майбутнього фільму Сестри, хоча в цьому епізоді був ще один невеликий сегмент за столом між монологом та інтерв'ю.
З часом шоу збільшило акцент на політиці. Після того, як Джон Стюарт у 2015 році покинув The Daily Show, програма Маєрса поступово наблизилась до стилю «довшої політичної комедії», яким відоме The Daily Show. В інтерв'ю з журналістом Крісом Геєсом, Маєрс визнав ці зміни, зауваживши, що шоу завжди мало мати політичну думку, але коли воно почалося, творці вирішили лише частково включати політичний матеріал у контент, щоб обмежити навантаження від слідкування за 24-годинним новинним циклом. Це називають «The Daily Show для людей без базового кабельного телебачення».

### Повторювані сегменти
- A Closer Look (Пильний погляд). У цьому сегменті за столом Маєрс пояснює і висміює важке або неправильно зрозуміле політичне питання.[22] Сегмент є частиною оригінального бачення Маєрса і став візиткою шоу. Коли він вийшов уперше, команда письменників не справлялася із завданням написання довгого тексту, який потребує великої попередньої підготовки, тож спеціально для цього сегменту в команді з'явилися нові письменники з досвідом подібної роботи. У сегменті часто подають уривки з випусків новин. Сегмент триває від трьох до дванадцяти хвилин і присутній майже в кожному епізоді.
- A Couple Things (Кілька зауважень). Маєрс робить швидкі коментарі до новини, звертаючи увагу на невідповідності.
- Actathalon (Акторський марафон). Один з гостей, зазвичай актор, має виконати підбірку завдань, що базуються на стереотипних кліше з кінофільмів: зобразити «дивлюся у вікно і дивуюся, ким я став», «сердито звільняюся з роботи», «кладу трубку телефона і сердито згрібаю все зі столу», «сиджу на інтерв'ю на фільм, який знаю, що жахливий».[23]
- Amber Says What (Ембер каже «Що»). Ембер Раффін з команди письменників обговорює новини, додаючи в кінці кожного коментаря «І я така, „що“…» з різними конотаціями (злість, здивування, шок, невіра) слова «що».
- Day Drinking (Випивка вдень). Маєрс веде свою родину зранку десь на випивку в Нью-Йорку, щоб визначити, хто з них вміє пити. Кожного разу усі в роді погоджуються, що найкраще це вдається Сетовій матері.[24]
- Deep Google (Глибоко в гуглі). Маєрс читає дедалі глибше сторінки результатів пошуку в Google, де є «мільйони результатів».[25]
- Fake Or Florida (Брехня чи Флорида). Пародія на гру «Брехня чи правда», де учасникам треба здогадатися, чи дивний злочин або випадок, який стався у Флориді, був насправді. Будь-якому учаснику з Флориди зав'язують очі, щоб зрівняти шанси.[26]
- Fred Talks (Говорить Фред). Лідер гурту Фред Армісен дає імпровізовану відповідь на запитання від Маєрса. Зазвичай ведучий говорить, що чув, начебто Армісен бере участь у новому проекті (відкриття магазину, робота на благодійність тощо), і запитує, чи це правда. Армісен завжди говорить, що це правда, але в результаті виводить історію про те, як він робив нікому не потрібну роботу.[27] Якщо Армісен відсутній через інші свої проекти, Маєрс надсилає йому через FedEx пакунок з костюмом, з якого Фред створює героя; в такому разі сегмент називають FredEx.[27]
- Fred Armisen's Extremely Accurate TV Recaps (Надзвичайно точні переповідки телепередач Фреда Армісена). Сет намагається довести, що Фред говорить неправду, заявляючи, що дивиться кожен випуску кожного ТБ-шоу, і зачитує йому назву шоу та просить пояснити, про що воно. Фред експромтом видає довгий і очевидно некоректний опис шоу. Коли він закінчує, Сет пояснює, про що насправді ця передача, а Фред заявляє, що його опис точніший або що опис Сета є тільки одною з деталей, яку сам Фред опустив.
- Jokes Seth Can't Tell (Жарти, які Сет не може розказати). Маєрс говорить, що оскільки команда шоу різноманітна, на відміну від нього (звичайного білого чоловіка), чимало жартів залишаються за кадром, бо він не може їх розказати, не будучи розкритикованим. Двоє письменниць, Ембер Раффін (чорношкіра жінка) та Дженні Гаґел (лесбійка родом з Пуерто-Рико) приєднуються до Сета за столом; Маєрс читає підводки до жартів, а вони закінчують. Сегмент закінчується тим, що обидві жінки вмовляють Сета прочитати теж один жарт, а потім звинувачують його за це.
- Really?! (Справді?!). Емі Полер приєднується до Маєрса, удвох вони розбирають на цеглинки поточну тему, сердито й по-різному вигукуючи «справді».[28]
- Second Chance Theatre (Театр другого шансу). Маєрс дає шанс колишньому учаснику Saturday Night Live виступити зі скетчем, який так і не потрапив у шоу. У сегменті виступали Вілл Форт, Джейсон Судейкіс та Енді Семберг.
- Seth Explains Teen Slang (Сет пояснює підлітковий сленг). Маєрс бере поточні теми поп-культури і перетворює їх на слова, заявляючи, що це терміни, які використовують підлітки, щоб описати певні речі, і подає речення з прикладами.[29]
- At This Point In The Broadcast (У цьому місці випуску). Маєрс видає непопулярну точку зору, а тим часом екраном прокручується «вибачення від телеканалу», яке читає диктор (письменник шоу Бер Варгайт), заявляючи, що з технічних причин не можна вилучити цей уривок відео. Маєрс видає набундючену тираду, якої не чути (окрім реакції з залу), щодо звичайного явища, як то дерева чи Netflix. Цей скетч — пародія на повідомлення, яке додавалося під час повторів епізоду Saturday Night Live 1994 року з Мартіном Лоуренсом. Через монолог, в якому була тирада про жіночу гігієну, Лоуренсу заборонили з'являтися на шоу.[30]
- This Week in Numbers (Цей тиждень у числах). Маєрс використовує як реальні, так і вигадані дані, щоб пожартувати над поп-культурою та новинами.
- Bad Sponsors (Погані спонсори). Маєрс рекламує вигаданих жахливих спонсорів, які, за його словами, дали гроші на шоу.
- Venn Diagrams (Діаграми Венна). Маєрс розглядає дві різні категорії, використовуючи їхню точку дотику.
- Ya Burnt (Вас розпечено). Маєрс розповідає жарти про від шести до десяти речей, закінчуючи кожен фразою «ya burnt». Зазвичай сегмент закінчується тим, що виходить час, якраз тоді, коли б ведучий почав розпікати річ чи людину, про які це було б поганим тоном.
- The Check In (Вписування). Сет обговорює політичну тему, зазвичай з того, що стосується адміністрації Трампа, яка не отримала значної уваги через незручний час або охоплення багатьох дрібних новин. Серед прикладів, відношення адміністрації Трампа до релігії або її відповідь на опіумну кризу в Америці. Цей сегмент зазвичай виходить раз на тиждень у четвер замість «A Closer Look», хоча його може і не бути.[31]

### Епізоди наживо
У липні 2016 року було оголошено, що шоу випустить два епізоди наживо після останнього дня республіканського та демократичного національних з'їздів. Шоу зазвичай записується наживо на стрічку, але надто рано вдень, щоб могти включити контент із завершення кожного з'їзду. В результаті Маєрс вирішив провести шоу в прямому ефірі, щоб мати можливість свіжого погляду на те, як закінчився кожен з'їзд.
Третій епізод наживо відбувся після перших президентських дебатів на загальних виборах 2016 року.

## Відгуки

### Рейтинги
Прем'єра Late Night with Seth Meyers мала високі рейтинги: перший випуск переглянули 3,4 мільйона глядачів і 1,4 з них серед ключової демографічної когорти дорослих у віці 18-49 — це найкращі рейтинги франшизи Late Night з січня 2005 року. Через кілька місяців після запуску, шоу почало дивитися в середньому 1,5 мільйона глядачів щодня, що трохи менше, ніж в середньому з ведучим Феллоном; цей показник зберігся і через рік.

### Відгуки критиків
Шоу спочатку одержало змішані відгуки. Тім Гудман із The Hollywood Reporter назвав монолог Маєрса «стаккато і як попало — по звучанню більше схоже на його подобається його частку в „Weekend Update“, а не реальний монолог». З іншого боку, Роберт Б'янко з USA Today зауважив, що Маєрс «видозмінює шоу так, щоб розкрити свої таланти», від чого шоу стає сильнішим і більш традиційним, ніж у Феллона. За підсумками дебютного тижня The A.V. Club дав шоу оцінку B (4/5): шоу починається з "по суті, кальки Маєрса з Weekend Update / жартів про «що там в новинах» […] Маєрс досить швидко притреться до шаблонних частин своєї роботи — він профі, і це видно… " За місяць, Джефф Дженсен з Entertainment Weekly дав програмі оцінку «B+» і написав: «Схоже, що Маєрс може красиво розговорити будь-кого, говорячи про все, від того, як Каньє Вест катався на диких хвилях, до жартів з Бредом Пейслі про випадкову крадіжку Порше».
З часом відгуки стали більш позитивними. У 2015 році Девід Сімс із The Atlantic писав, що програма «тихо [стала] потужною, змішуючи суцільний монолог з відмінним сценарієм і напівімпровізованими частками від її авторів». Софія Голландер із The Wall Street Journal, стосовно уваги шоу до своїх авторів, зауважила, що це «щось на зразок інтелектуального салону, з авторами і кусючими політичними коментарями, а також знаменитостями». Брюс Фреттс з журналу Нью-Йорк підкреслив відмінність шоу від своїх сучасників більшою увагою до політики.
Виборчий цикл 2016 дозволив шоу ще збільшити увагу до політики, висміюючи щоденні новини, і в монолозі, і у довгому сегменті «A Closer Look». Late Night не намагається «рівноцінно висвітлювати» новини; жарти і сегменти пишуться відкрито з більш ліберальної точки зору Маєрса. Частково це теж для того, щоб відрізнити шоу від сусіднього The Tonight Show Starring Jimmy Fallon, яке намагається бути неупередженим. Перехід Маєрса від комедії з широким охопленням до його власних поглядів критики оцінили позитивно, зауваживши, що завдяки таким політичним сегментам шоу більш виокремлюється. З іншого боку, Джонні Коулман з LA Weekly назвав Маєрса «постачальником токсичної нісенітниці», який «продемонстрував нульову політичну ефективність.» Дейв Іцкоф з Нью-Йорк Таймс похвалив"A Closer Look" і Маєрса за більш політичний стиль, наголосивши, що «цей підхід допоміг Late Night, яку наприкінці минулого року дивилися понад 1,6 мільйона глядачів, виділитися в переповненому полі конкурентів, і заробив містеру Маєрсу похвалу від глядачів, критиків і товаришів по роботі».

## Ефір
У країнах MENA шоу виходить на OSN First Comedy HD.
Передачу почали показувати по всій Європі на CNBC Europe з 1 листопада 2016 року о 23:00 GMT (00:00 CET), згодом його змістили в часі. Шоу транслюється з понеділка по п'ятницю о 22:30 GMT/BST (23:30 CET). Епізоди виходять у цілому одногодинному форматі, із затримкою на день порівняно з ефіром у США. У суботу та неділю шоу показують з 20:00 GMT/BST (21:00 CET) по три епізоди.